# Trần Quốc Khôn
Trần Quốc Khôn (giản thể: 陈国坤; phồn thể: 陳國坤; tiếng Anh: Danny Chan Kwok-kwan, sinh ngày 1 tháng 8 năm 1975) là một nam diễn viên kiêm võ sư người Hồng Kông. Từng là thành viên của ban nhạc Poet, anh chuyển sang con đường diễn xuất với các vai diễn trong Đội bóng Thiếu Lâm (2001) và Tuyệt đỉnh Kungfu (2004). Bên cạnh đó, anh được biết đến hơn cả thông qua tái hiện lại nhân vật Lý Tiểu Long trong các bộ phim Diệp Vấn 3 (2015), Diệp Vấn 4: Hồi cuối (2019) và Huyền thoại Lý Tiểu Long (2008).

## Danh sách phim

### Phim điện ảnh
| Năm  | Tên bộ phim                                | Vai diễn                                    |
| ---- | ------------------------------------------ | ------------------------------------------- |
| 1995 | Lost Boys in Wonderland 壞孩子俱樂部       |                                             |
| 1996 | Young and Dangerous 3 古惑仔3之隻手遮天    | "Fat Sze's gangster"                        |
| 1999 | Sealed with a Kiss 甜言蜜語                | "yellow hair thug"                          |
| 1999 | The Legend of Speed 烈火戰車2極速傳說      | extra                                       |
| 2001 | Đội bóng Thiếu Lâm 少林足球                | Tứ sư huynh "Cầm nã thủ"                    |
| 2001 | Bullets of Love 不死情謎                   |                                             |
| 2002 | The Era of Vampires 殭屍大時代             | "Choi"                                      |
| 2002 | Fighting to Survive 一蚊雞保鏢             | "debt collector"                            |
| 2004 | Tuyệt đỉnh Kungfu 功夫                     | "Anh Sâm (Sum)" cầm đầu băng lưỡi búa       |
| 2005 | Where Is Mama's Boy 我亞媽發仔瘟           | "tall rascal"                               |
| 2006 | I'll Call You 得閒飲茶                     | "Hong"                                      |
| 2007 | It's a Wonderful Life 心想事成             | "Sun Wukong the Monkey King aka Monkey God" |
| 2007 | Kung Fu Fighter 功夫無敵                   | "Don Ching"                                 |
| 2008 | CJ7 長江七號                               |                                             |
| 2008 | My Wife is a Gambling Maestro 我老婆係賭聖 | "Manu"                                      |
| 2008 | The Luckiest Man 大四喜                    | Ho Kin                                      |
| 2009 | All's Well, Ends Well 2009 家有喜事2009    | "Web single #2"                             |
| 2010 | Việt quang bảo hạp 越光寶盒                | "Soldier"                                   |
| 2010 | Ice Kacang Puppy Love 初戀紅豆冰           | "Aquarium Owner"                            |
| 2011 | Spirit of Fight 截拳之魂                   | "Jin"                                       |
| 2015 | Diệp Vấn 3 葉問3                           | Bruce Lee                                   |
| 2019 | Diệp Vấn 4 葉問4                           | Bruce Lee                                   |

### Phim truyền hình
| Năm  | Tên phim                                                  | Vai diễn        | Quốc gia và kênh              |
| ---- | --------------------------------------------------------- | --------------- | ----------------------------- |
| 2005 | Hala 哈拉教父                                             | Cameo role      | Trung Hoa Dân Quốc (Đài Loan) |
| 2007 | Kung Fu Beggar 功夫狀元                                   | "Nip Siu Lung"  | Hong Kong - ATV               |
| 2007 | God of Cookery 食神                                       | "Goosehead"     | Trung Quốc                    |
| 2008 | Huyền thoại Lý Tiểu Long 李小龍傳奇                       | "Lý Tiểu Long"  | Trung Quốc - CCTV             |
| 2010 | The Great Rescue 大营救                                   | "Qin Guo Zhong" | Trung Quốc - CCTV             |
| 2011 | Song Long Đại Đường (2011) Twin Dragon 大唐雙龍傳之長生訣 | "Khấu Trọng"    | Trung Quốc - CCTV-1           |
| 2013 | Mã vĩnh Trinh Master Ma                                   | Mã Vĩnh Trinh   | Trung Quốc - CCTV-1           |